# 藤山哲朗
藤山 哲朗（ふじやま てつろう、1962年 - ）は、日本の建築研究者。建築家。教育者。神戸芸術工科大学環境・建築デザイン学科准教授。東京都出身。

## 経歴
- 1987年、日本大学理工学部建築学科卒業。
- 1989年、芝浦工業大学大学院建設工学専攻修士課程修了。

## その他
- 学生時代から建築デザイン分野で受賞歴がある。

## 主な作品
- ASEMB 12 （共同、パリ建築美術館）1989年
- T2 （ベニスビエンナーレ第5回国際建築展）1991年
- Arena 1995年
- 人間に考えさせる機械 （共同作品）1995年
- 岡本の家 1997年
- schemata-seometry/model-object 1999年（エスパースKDU、神戸）
- コペンハーゲン新王立劇場 コンペティション案（共同作品）2001年
- ナム・ジュン・パイク美術館 コンペティション案（共同作品）2003年
- Asian Culture Complex コンペティション案（共同作品）2005年
- ツマリカモ 2006年（越後妻有アートトリエンナーレ、新潟）
- 神戸芸術工科大学クリエイティブセンター、2008年

## 著書
- 建築MAP東京 （共・ToTo出版）1994年
- 古典主義建築-オーダーの詩学 （共訳・鹿島出版会） 1997年
- 建築MAP大阪／神戸 （共・ToTo出版）1999年